# بييت فان أش
بييت فان أش (بالإنجليزية: Henry Piet Drury van Asch)‏ هو مصور نيوزيلندي، ولد في 4 مايو 1911 في Waitōtara ‏ في نيوزيلندا، وتوفي في 27 أكتوبر 1996 في هاستينجس في نيوزيلندا.